# براندازی پادشاهی
براندازی رژیم سلطنتی، عبارت از خاتمه دادن عناصر سلطنتی معمولاً موروثی، در دولت می‌باشد.
براندازی نظام‌شاهی به شیوه‌های مختلف، از جمله کناره‌گیری‌های منتج به انقراض رژیم سلطنتی، اصلاحات قانون‌گذاری، انقلاب، کودتا و استعمارزدایی صورت گرفته‌است. براندازی رژیم سلطنتی در قرن بیستم بیشتر شده و تعداد نظام‌های سلطنتی در اروپا بین سال‌های ۱۹۱۴ و ۲۰۱۵ از ۲۲ به ۱۲ تقلیل و تعداد جمهوری‌ها از ۴ به ۳۴ افزایش یافت. استعمارزدایی و استقلال در نتیجه براندازی نظام‌شاهی در تعدادی از مستعمره‌های قبلی مانند مستعمره‌های پادشاهی انگلستان، به‌وجود آمد.
انگیزه‌ها برای براندازی نظام‌شاهی عبارت از نگرش‌های مساوات‌خواهانه و ضد طبقاتی، مخالفت با نهادهای غیر دموکراتیک و موروثی، درک نظام سلطنتی به‌عنوان یک نظام قدیمی و مخالفت با یک پادشاه یا دودمان خاص. در بیشتر مستعمرات امروزه و قدیم، براندازی تأثیرات نظام‌شاهی از روی دولت مستعمره، استعمار زدایی تلقی می‌شود. در بیشتر قلمروهای مشترک‌المنافع، نظام‌شاهی ممکن است به عنوان یک نهاد خارجی که در تضاد با هویت ملی یا حاکمیت ملی در حرکت است، دیده شود.
در قرن بیست و یکم، برخی از کشورهایی که نظام شاهی دارند، همچون اسپانیا و استرالیا، دارای حرکات قابل ملاحظهٔ جمهوری‌خواهی هستند.
از آغاز قرن بیستم تاکنون، استرداد نظام‌های شاهی نسبتاً اندک بوده‌است. نمونه‌های آن به قرار زیر است: نظام پادشاهی اسپانیا از سال ۱۹۴۷ به بعد یک نایب سلطنتی با تاج و تخت خالی بود اما در سال ۱۹۷۵، دودمان بوربون دوباره احیا شد؛ احیای مجدد ۱۹۹۱ امیر کویت بعد از براندازی در ۱۹۹۰ و جنگ خلیج فارس؛ و گذار کامبوج در سال ۱۹۹۳ از جمهوری مارکسیستی-لینینیستی به یک نظام پادشاهی انتخابی.

## قرن هفدهم
تحت رهبری الیور کرامول در سال ۱۶۴۹ میلادی، پادشاه چارلز اول به اتهام خیانت بزرگ محاکمه، محکوم و اعدام گردید. این پایان جنگ داخلی انگلستان را رقم زده و باعث شد تا پارلمان انگلستان، نظام‌شاهی آن کشور را از بین برده و دورهٔ جمهوری انگلستان را معرفی کند (که بنام جنگ‌های سه پادشاهی شناخته می‌شود). بعد از یازده سال، در سال ۱۶۶۰ میلادی، یک نظام‌شاهی محدود احیا شد، اما توسط یک پارلمان مستقل تعدیل گردید.

## قرن هجدهم

### آمریکا
جنبش ضدسلطنتیِ سازمان یافته که اکنون ایالات متحده نامیده می‌شود، در نتیجه انقلاب تدریجی که در سال ۱۷۶۵ آغاز شده بود، زمانی که مستعمرات در برابر تمبر مالیاتی از طریق تحریم و تقبیح مأمورین مالیاتی مقاومت کردند، به‌وجود آمد. در حالیکه شهروندان آمریکای شمالی تابع حاکمیت پارلمان بریتانیای کبیر بودند (چون نظام‌شاهی آن‌ها بعد از سال ۱۶۶۰ یک شاهی محدود بود)، به‌صورت فزاینده با پارلمان به دلیل این‌که به نماینده‌های آمریکای شمالی جای نمی‌داد، درگیر شدند. با اعلان استقلال در ۱۷۷۶، پروپاگندای ضد سلطنتی منتج به تظاهرات خشنی شد که به‌صورت سیستماتیک، نمادهای نظام سلطنتی را دور کردند. به‌طور مثال، یک مجسمه اسب سواری جرج سوم در شهر نیویورک سرنگون گردید. وفادارماندگان پارلمان به‌صورت خاص از حملات پارتیزانی متأثر شده و ده‌ها هزارتن آن‌ها به قصد کانادای بریتانیایی آن‌جا را ترک کردند. املاک به‌جا مانده توسط سیزده ایالت جدیدالتأسیس و بر اساس قوانین تازه وضع شده، مصادره گردیدند. در ایالات متحده آثار تصنعی که از دوره استعمار باقی‌مانده و نمایان‌گر نظام‌شاهی بریتانیا هستند به ندرت یافت می‌شوند. با این وجود، تمام احساسات نمایان‌گر ضد سلطنتی نبود. نظام‌شاهی هنوز هم در رأس یک دولت به‌صورت عادی باقی‌ماند، به طوری که که برخی از آمریکایی‌ها ریاست جمهوری را در قالب سلطنتی می‌دیدند. اولین مبحث در جمهوری جدید، سیزار جمهوری بود.

### اروپا
یکی از بزرگ‌ترین براندازان نظام‌سلطنتی تاریخ، در کنار جمهوری هلند ۱۵۸۱ – ۱۷۹۵ – نظام‌سلطنتی فرانسه در ۱۷۹۲ در انقلاب فرانسه بود. نظام‌شاهی فرانسه بعد از آن براندازی چندین بار با سطوح مختلف صلاحیت‌ها احیا گردید. ناپلئون، که در ابتدا یک قهرمان انقلاب جمهوری‌خواهی بود، در ۱۸۰۴، خود را امپراتور خواند اما در سال ۱۸۱۵ میلادی این امپراطوری با احیای بوربون تعویض گردیده و آن نیز به نوبهٔ خویش در ژوئیه ۱۸۳۰ جای خود را به یک نظام‌شاهی لیبرال‌تر داد. انقلاب ۱۸۴۸ یک قیام واضح‌تر ضد سلطنتی بود که جانشینی رهبران شاهی را با جمهوری کم عمر دوم فرانسه تبدیل کرد. لوئیس ناپلئون بناپارت امپراطوری دوم فرانسه (۱۸۵۲ – ۱۸۷۰ میلادی) را طوری تأسیس نمود که جوانب جمهوری‌خواهی را نگهداشته و خود را در مرکز دولت قرار داد تا این‌که در جنگ فرانسه و پروس شکست خورده و از بین رفت و نتیجتاً جمهوری سوم و ختم قطعی شاهی در فرانسه به‌وجود آمد.

## قرن نوزدهم

### آفریقا
ماداگاسکار
شاهی ماداگاسکار، که به نام پادشاهی مرینا شناخته می‌شود، در سال ۱۸۹۷ زمانی که فرانسه آن را مستعمره خود ساخته و ملکه راناوالونای سوم را سرنگون کرد، از بین رفت.
زیمبابوی
در سال ۱۶۲۹ موینه‌موتاپا تلاش کرد تا پورتگال را بیرون براند. اما ناکام بود و در عوض خودش عزل شد. پرتگال فیلیپه ماوورا مهانده را بر تخت شاند. در سال ۱۹۱۷ مامبو چیوکو، آخرین پادشاه این سلسله، در جنگ علیه پرتگالی‌ها کشته شد.

### قاره آمریکا
مکسیکو
اولین امپراطوری مکسیکو از اعلام استقلال سپتمبر ۱۸۲۱ تا برکناری امپراتور در مارس ۱۸۲۳ دوام کرد. دولت مؤقت قدرت را به‌دست گرفت و اولین جمهوری مکسیکو در ۱۸۲۴ اعلام گردید. در اثر مداخلات فرانسه زیر حاکمیت ناپلیون سوم، امپراطوری دوم مکسیکو از سال ۱۸۶۴ تا ۱۸۶۷ ادامه یافت، تا این‌که امپراطوری سرنگون شده و امپراتور ماکسیمیلیان اول مکسیکو اعدام شد.
برزیل
در برازیل، نظام‌شاهی به‌صورت رسمی در سال ۱۸۱۵ از طریق پادشاهی متحده پرتگال، برازیل و آلگارویس (که کشور برازیل از ایالات متشکل آن بود) تأسیس گردیده و در سال ۱۸۲۲ به امپراطوری برازیل تکامل یافته و در سال ۱۸۸۹ زمانی‌که امپراتور پدروی دوم در نتیجه یک کودتای نظامی جمهوری‌خواهان عزل گردید، سرنگون شد (نظام جمهوری در سال ۱۹۹۳ توسط یک همه‌پرسی و در نتیجه ۸۶٪ رای به دولت جمهوری تأیید شد).

### آسیا
برمه
نظام‌شاهی برما در سال ۱۸۸۵، زمانی‌که آخرین پادشاه، تیباو مین تختش را از دست داده و کشور به بریتانیا ضمیمه گردید، سرنگون شد.
آسیای جنوبی
در سال ۱۸۵۸ امپراطوری مغول بعد از شکست در جنگ علیه بریتانیا، زمانی‌که امپراتور بهادرشاه دوم از تخت عزل شد، به انجام رسید

### اروپا
ایتالیا
بین سال‌های ۱۸۵۹ و ۱۸۶۱، چهار سلطنت (پارما، مودینا، توسکانی و دو سیسیلی) در اروپای جنوبی از بین رفتند و تمام آن‌ها بخشی از پادشاهی ایتالیا شدند.
اسپانیا
در اسپانیا نظام‌سلطنتی میان سال‌های ۱۸۷۴ الی ۱۸۷۳ توسط اولین جمهوری اسپانیایی سرنگون شد، اما دوباره تا سال ۱۹۳۱ احیا گردید.

### پاسیفیک
هاوایی
در سال ۱۸۹۳ رهبران تجارت خارجی، ملکه لیلی‌اوکالانی را در پادشاهی هاوایی سرنگون ساختند. آن‌ها یک جمهوری را تأسیس کردند که در سال ۱۸۹۸ به ایالات متحده ضمیمه شد.
تاهیتیر
سلطنتی تاهیتی در سال ۱۸۸۰، زمانی که فرانسه آن را مستعمره ساخته و شاه پوماری پنجم را از تخت به زیر کشید، خاتمه یافت.
مانوآ
بعد از تسلیم کردن حاکمیت جزایر مانوآ، ساموای آمریکای امروزه به ایالات متحده در سال۱۹۰۴، آخرین شاه مانوآ، توی مانوآ ایلیسارا، در دوم ژوئیه ۱۹۰۹ فوت کرد. تمام تلاش‌ها برای احیای آن بعد از آن مرگ، توسط دولت ایالات متحده آمریکا سرکوب گردید.

## قرن بیستم

### ملی‌گرایی

#### چین
در سال ۱۹۱۲، زمانی که انقلاب شین‌های به رهبری سون یات سن در براندازی امپراتور جوان ژوانتونگ موفق شد، نظام شاهی چین از بین رفت؛ این امر ختم سلسله چینگ و آغاز جمهوری چین را نشان می‌دهد. در سال ۱۹۱۵، یوان شیکای مختصراً امپراطوری چین را اعلان کرده و خود را امپراتور خواند؛ این رژیم نتوانست مشروعیت پیدا کند و سه ماه بعد سرنگون شد. در سال ۱۹۱۷، ژانگ ژون از طرفداران چینگ تلاش کرد تا سلسله چینگ را احیا کند و به‌صورت کوتاه امپراطوری ژوانتونگ را به تخت چین برگرداند؛ این تلاش در تاریخ به نام «احیای مانچو» یاد می‌شود.
در جریان انقلاب ژین‌های، مغولستان بیرونی در انقلاب مغولستان سال ۱۹۱۱، استقلال‌اش را از سلسله چینگ چین اعلام کرد. خان‌نشین بوگد مفولستان متعاقباً اعلام شد، هرچند جمهوری چین مدعی شد که مغولستان بیرونی تحت حاکمیت خودش است و این ادعا به‌صورت گسترده توسط جامعه بین‌المللی به‌رسمیت شناخته شد. در سال ۱۹۲۴، جمهوری خلق مغولستان تأسیس شده و نظام سلطنتی مغولستان به پایان رسید.

#### ایتالیا، آلبانیا، بلغاریه، رومانیا، یوگسلاوی، کرواسی
جنگ جهانی دوم، سیلاب دیگر براندازی نظام‌ها را شاهد بود. در سال ۱۹۲۲، بینیتو موسولینی به روم حمله کرده و شاه ویکتور ایمانول سوم را مجبور ساخت تا او را نخست‌وزیر بسازد یا هم آماده جنگ داخلی باشد. در سال ۱۹۳۹ ایتالیا بر آلبانی حمله‌ور شد، شاه خودخوانده زوگ را از تخت پایین آورده و پادشاه خودشان ویکتور ایمانوئل سوم را به‌عنوان شاه جدید آن‌ها بر تخت نشاند. ایتالیا، یک‌جا با سلطنت‌های اروپای شرقی بلغاریه، هنگری و رومانیا توسط دیکتاتورهای جنگ جهانی دوم مجبور شدند تا علیه پادشاهی یوگسلاوی، متفقین غربی و اتحادیه شوری، به آلمان بپیوندند. زمانی که یوگسلاوی در سال ۱۹۴۱ شکست خورد، ایالت آزاد کرواسی با نظام شاهی تأسیس گردید. با سقوط موسولینی در جولای ۱۹۴۳، سلطنت کرواسی نیز سقوط کرد. زمانی‌که قدرت‌های محوری در جنگ شکست را متقبل شدند، پارتیزان‌های کمونیست در یوگسلاوی و آلبانیای اشغال شده قدرت را به دست گرفته و نظام سلطنتی را خاتمه دادند. کمونیست‌ها در بلغارستان، مجارستان و رومانی که دارای قوا و حامیان زیادی در جریان جنگ در آن‌جا بودند، با حمایت قوی از سوی اتحاد شوروی نظام‌های سلطنتی شان را برداشتند. بدین صورت، پیتر دوم یوگسلاوی، سیمیون دوم بلغارستان و مایکل اول رومانی هرکدام پادشاهی شان را از دست دادند. شاه ویکتور امانوئل سوم ایتالیا در جریان جنگ به متحدین غربی تسلیم شده و بعد از آن موسولینی برطرف شد. بعد از این‌که ویکتور ایمانول مستعفی شد تا نظام شاهی را نجات دهد، یک همه‌پرسی کوچک در سال ۱۹۴۶ سلطنت کوتاه مدت پسرش شاه اومبرتوی دوم را خاتمه داده و بدین ترتیب نظام سلطنتی ایتالیایی از میان رفت.